# Jekyll and Hyde (Five Finger Death Punch)
Jekyll and Hyde è il primo singolo del gruppo musicale statunitense Five Finger Death Punch, pubblicato il 15 giugno 2015 come estratto dal sesto album in studio Got Your Six.

## Video musicale
Il videoclip del singolo inizia con un prologo, durante il quale la band sta parlando con qualcuno al telefono prima di un concerto, discutendo di un video musicale che la band non vuole fare e la voce afferma "te lo stai promettendo da un po' e non succede", al quale Moody risponde "Noi non facciamo più video musicali". Moody chiede se devono comparire nel video musicale, e la voce asserisce: "[...] preferibilmente vestiti che assomigliano ai Five Finger Death Punch". La chiamata termina e la band inizia a cercare idee per il video musicale.
Spencer e Kael sono d'accordo sul fatto che vogliono rompere le cose, e la band decide che renderanno tutto ridicolo e sciocco invece che serio. Durante il video, i membri si trovano in stanze diverse a fare cose varie in abiti ridicoli: Moody sta guardando un film con una maglietta di Napoleon Dynamite e pantaloni del pigiama dei Minion; Hook sta suonando la chitarra su un divano con gli occhiali e una tuta; Spencer è seduto a un tavolo con una macchina da caffè con indosso una maglia da calcio e casco (anche se è privo di pantaloni); Bathory sta caricando e sparando con una pistola in aria indossando pantofole a forma di zampe d'orso; e Kael sta lavorando a maglia un piccolo calzino. Verso la fine del video, alcuni membri iniziano a rompere le cose (Moody rompe un televisore, Spencer dà una testata alla macchina da caffè, Kael lancia un tavolo e lo sega con una motosega). Il video termina con Bathory e Spencer che parlano dopo il concerto, e Bathory dice «La mia gioia in questo è darla all'etichetta [del disco] e guardare gli sguardi orribili sui loro volti».

## Classifica
| Classifica (2015)         | Posizione massima |
| ------------------------- | ----------------- |
| US Bubbling Under Hot 100 | 23                |
| US Mainstream Rock Songs  | 3                 |
| US Hot Rock Songs         | 12                |
| US Rock Airplay           | 17                |
| US Rock Digital Songs     | 8                 |